# هاري بوتر ومقدسات الموت – الجزء 2 (فلم)
هاري بوتر ومقدسات الموت – الجزء 2 (بالإنجليزية: Harry Potter and the Deathly Hallows – Part 2) هو فلم أُصدر في عام 2011 من إخراج ديفيد ياتس (وهاري بوتر ومقدسات الموت – الجزء الأول والثاني) مأخوذ عن رواية تحمل نفس الاسم للكاتبة المؤلفة ج. ك. رولينج كما يجدر بالذكر أنه الجزء الثامن والأخير من سلسلة أفلام هاري بوتر، قصة الفلم تُكمل أحداث الجزء السابع... حيث يكمل هاري بوتر ورون ويزلي وهيرمايني جرينجر يكملون بحثهم عن الهوركركسات المفقودة للقضاء على اللورد فولدمورت، نجوم الفلم هم: دانيال رادكليف بدور هاري بوتر، وروبرت غرينت بدور رون ويزلي، وإيما واتسون بدور هيرموني غرينجر. 

هاري بوتر ومقدسات الموت – الجزء 2 تم إصداره في 13-15 يونيو 2011 وكان ثنائي الأبعاد وشكل ثلاثي الأبعاد وهو الفلم الوحيد من سلسلة أفلام هاري بوتر يكون ثلاثي الأبعاد. 

يعد الفلم من أفضل الأفلام لعام2011، وهو ثامن أعلى إيرادات على مستوى الأفلام جميعها، وأعلى إيرادات لعام 2011، محققاً أيضاً أعلى إيرادات بين أجزاءه الثمانية، وقد وصل إجمالي إيراداته أكثر من مليار دولار! 

نسخة الـقرص بلو راي والـدي في دي من الفلم اُصدرت في 24 ديسمبر 2011 في الولايات المتحدة وأصدرت في المملكة المتحدة في يوم 2 ديسمبر 2011.

## القصة
ينتهي الجزء السابق باستيلاء اللورد فولدمورت على العصى السحرية الأقوى في العالم التي ياخذها من قبر ألباس دمبلدور، وفي الوقت نفسه بعد أن دفن هاري بوتر جني المنازل دوبي، يقرر هاري أنه يريد أن يتكلم مع الجني جريفوك ويتفقا معاً على دخول بنك السحرة لكي يدخلا قبو بيلاتريكس لأن هاري يعتقد أن هناك هوركروكس في قبوها، يوافق جريفوك على أخذ هاري إلى قبو بيلاتريكس مقابل أن يعطوه سيف جريفندور ويسأل هاري أوليفاندر عن بعض العصي التي التقطها في أثناء عراكه من أكلة الموت...
في قبو بيلاتريكس، يكتشف هاري أن الهوركروكس هو كأس هيلجا هافلباف وقد حصل على الكأس ولكن جريفوك يأخذ السيف ويتخلى عنهم، ويعلم جني البنك أن هناك لصوص في البنك، لم يعد لهاري وأصدقائه أي خيار سوى أن يركبوا على ظهر التنين الموجود في البنك ويحلقوا به ليهربوا منهم، ثم يعلم هاري بعد قراءة عقل اللورد فولدمورت أن الهوركروكس السادس في هوغورتس وهو يخص منزل رافنكلو فيذهب إلى هناك عن طريق ممر سري في بلدة هوجسميد ويساعده على ذلك أبيرفورث الأخ الأصغر لألبس دمبلدور.
بعد ذلك يعلم هاري من شبح منزل رافنكلو السيدة الرمادية أين مكان الإكليل الذي هو الهوركروكس السادس، فيذهب إلى غرفة المتطلبات ويلحقه رون وهيرماني بعد أن تخلصا من الهوركروس الخامس في كأس هيلجا هافلباف عن طريق أحد أنياب الثعبان -الذي قتله هاري في عامه الثاني - والموجود في غرفة الأسرار.
وبعد أن يذهب هاري لغرفة المتطلبات ويلحقه رون وهيرمايني يقابل دراكو مالفوي بصحبة تباعيه كراب وجويل والذي يطلع تعويذة النار الشيطانية والتي تتسبب في تدمير الهوركروكس السادس وهو تاج رافنكلو المفقود
ثم يقتل اللورد فولدمورت سيفيروس سناب ظناً أن عصا الالدر ملكاً لسناب .. حيث من يجرد حامل هذه العصا أو يقتله فإنها تصبح ملكاً له...
ثم تتوالي في أحداث لا تخلو من الإثارة والمتعة والتشويق، ويأتي أيضاً فولدمورت إلى القلعة مع أكلة الموت وتصير حرب كبيرة في قلعة هوجورتس ويقتل هاري فولدمورت في النهاية بعد أن اكتشف حقيقة سناب وبرائته
وينتهي الفلم والسلسلة بعد مرور 19 عاما علي مقتل فولدمورت حيث ياخذ هاري وجيني ويزلي أولادهم مع أولاد رون وهيرمايني لكي يوصلوهم لقطار هوجورتس السريع من محطة كنجز كروس الرصيف 9 و3/4 ويقابلوا وقتها دراكو مالفوي وزوجته وابنه

## طاقم التمثيل
دانيال راديكليف في دور هاري بوتر ، وهو يتيم، مشهور بسبب أنه نجا من محاولة قتل على يد الساحر المظلم لورد فولدمورت عندما كان رضيعا، لكن نجح فولدمورت في قتل أبويه، وهو طالب في مدرسة هوجورتس للسحر.
روبرت جرينت في دور رون ويزلي ، أفضل صديق لهاري في هوجورتس.
إيما واتسون في دور هيرميون جرانجر ، وصديقة هاري المفضلة .
توم فيلتون في دريكو مالفوي، عدو الثلاثي.
روبي كالترون في دور ريبوس هاجريد، وهو نصف عملاق وحارس في هوجورتس.
ديفيد ثيوليس كما ريمس لوبين.
آلان ريكمان مثل سيفيروس سناب، رئيس منزل سليذرين.
ماجي سميث في دور مينيرفا ماكغوناجال، نائبة مديرة المدرسة، رئيسة منزل جريفندور ومدرّسة التحول في هوجورتس.
جولي والترز كما مولي ويزلي، أم رون.
جايسون إيزاكس كما لوسيوس مالفوي